# 串原村立本郷小学校松本分校
串原村立本郷小学校松本分校（くしはらそんりつ　ほんごうしょうがっこう　まつもとぶんこう）は、かつて岐阜県恵那郡串原村（現・恵那市）に存在した公立小学校の分校。

## 概要
- 串原村立本郷小学校の分校であり、串原村の北東部の串原村字松本に設置されていた。松本地区は大平川（矢作川支流の明智川の支流）の上流部の集落である。

## 沿革
- 1878年（明治11年） - 串原村字松本に本郷小学校松本分教場を設置。
- 1895年（明治28年） - 本郷尋常小学校松本分教場に改称する。
- 1900年（明治33年） - 本郷尋常高等小学校松本分教場に改称する。
- 1941年（昭和16年）4月1日 - 本郷国民学校松本分教場に改称する。
- 1947年（昭和22年）4月1日 - 串原村立本郷小学校松本分校に改称する。
- 1964年（昭和39年）3月 - 松本分校を廃止。